# كلينتون مكدونالد
كلينتون مكدونالد (بالإنجليزية: Clinton McDonald)‏ هو لاعب كرة قدم أمريكية أمريكي، ولد في 6 يناير 1987 في جاكسونفيل في الولايات المتحدة.

## وصلات خارجية
- كلينتون مكدونالد على موقع مرجع كرة القدم المحترفة.كوم (الإنجليزية)